# Herman Hebler
Herman Hebler (* 23. September 1911 in Fredrikstad; † 21. August 2007 ebenda) war ein norwegischer Grafiker und wohnte in Fredrikstad. Hebler wurde auf vielen wichtigen Grafikausstellungen gezeigt, und er erhielt im In- und Ausland eine Reihe von Preisen.
Hebler erhielt seine Ausbildung an der Kunsthochschule Essen (1937–39) und der Bjarne-Engebrets-Zeichenschule in Oslo (1947–48). Der Durchbruch als Grafiker gelang ihm 1957 und 1958, als er am Riverside-Museum in New York ausgezeichnet wurde. Hebler erhielt u. a. den Ehrenpreis der Stadt Fredrikstad, den Jubiläumspreis der Norwegischen Grafiker, den Ulrik-Henriksen-Ehrenpreis und das Rune-Brynstad-Gedenkstipendium. Außerdem wurde er zum Ehrenbürger der Stadt Bitola in Mazedonien ernannt.
Heblers Werke finden sich in der norwegischen Nationalgalerie, dem norwegischen Museum für Gegenwartskunst, dem norwegischen Kulturrat, der städtischen Kunstsammlung Oslo, dem Museum Fredrikstad, sowie dem Victoria and Albert Museum in London, der Kunsthalle Bremen, der Albertina in Wien und einer Reihe anderer Museen und Sammlungen im Ausland. Herman Heblers Gestaltungsausdruck hat viele Ähnlichkeiten mit dem Minimalismus der 1960er Jahre. Hebler ist der Initiator der Grafiktriennale in Fredrikstad, und er war Ehrenmitglied der norwegischen Grafikervereinigung.